# Капо
Капо је назив који се често користи да окарактерише главну особу по надлежностима. Најчешће се данас користи израз Капо макине или Капо строја, да се одреди управитељ строја (мотор и сви остали погонски системи на броду) на броду. Некада се тај назив користио да означи логораша који од управе казненог, концентрационог или сличног логора добија право да учествује у команди над осталим логорашима. Капо долази од италијанске речи капо што у буквалном преводу на српски значи глава. Значење речи овде је главни над осталим логорашима.
Бити Капо значи бити доушник, малтретирати, пребијати, кажњавати друге логораше, заробљенике, кажњенике... Понашање Капоа према другим затвореницима је углавном патолошко, а управа логора па били то нацисти, фашисти, титоисти или слични, бира управо такве особе. За своје „заслуге“ Капо има нешто бољи третман у односу на остале логораше.